# Polonia Bydgoszcz
El Polonia Bydgoszcz es una entidad polideportiva con sede en la ciudad de Bydgoszcz, en Polonia, fundada en 1920. Destaca su equipo de fútbol masculino y su equipo de Speedway, uno de los mejores de Polonia. Mantiene una intensa rivalidad con el Zawisza Bydgoszcz.
El equipo de speedway ha ganado la Liga Polaca de Speedway (en polaco: Drużynowe Mistrzostwa Polski, DMP) en siete ocasiones, y la Copa Europea de Campeones de Speedway en 1998, 1999 y 2001.

## Equipo de fútbol
El equipo de fútbol del Polonia Bydgoszcz actualmente se encuentra jugando en las ligas más bajas de Polonia. Aun así, tuvo su momento de gloria entre 1953 y 1960, cuando ascendió a la Ekstraklasa, la máxima categoría futbolística del país. Pese a conseguir mantenerse en la primera división polaca durante tres años seguidos, terminó descendiendo a la I Liga, y más tarde cayó hasta las categorías regionales, donde se mantiene en la actualidad.

### Títulos
- Primera posición en la I Liga (2): 1953 y 1957.

## Equipo de speedway
En 1946, se creó el equipo de speedway del Polonia Bydgoszcz. En 1951 alcanzó la máxima categoría, y en 1955 ganó su primer título. Uno de los hombres más importantes que han pasado por el club es el motorista Tomasz Gollob, ganador en 2010 del Grand Prix.

### Títulos
- Copa Europea de Campeones de Speedway (3): 1998, 1999 y 2001.
- Liga Polaca de Speedway (7): 1955, 1971, 1992, 1997, 1998, 2000 y 2002.
- Campeonato de Speedway por parejas (11): 1974, 1990, 1991, 1993, 1994, 1995, 1996, 1997, 1999, 2000 y 2002.
- Campeonato individual de Speedway (8): 1992, 1993, 1994, 1995, 1998, 1999, 2001 y 2002.